# ヴェネツィアの一夜

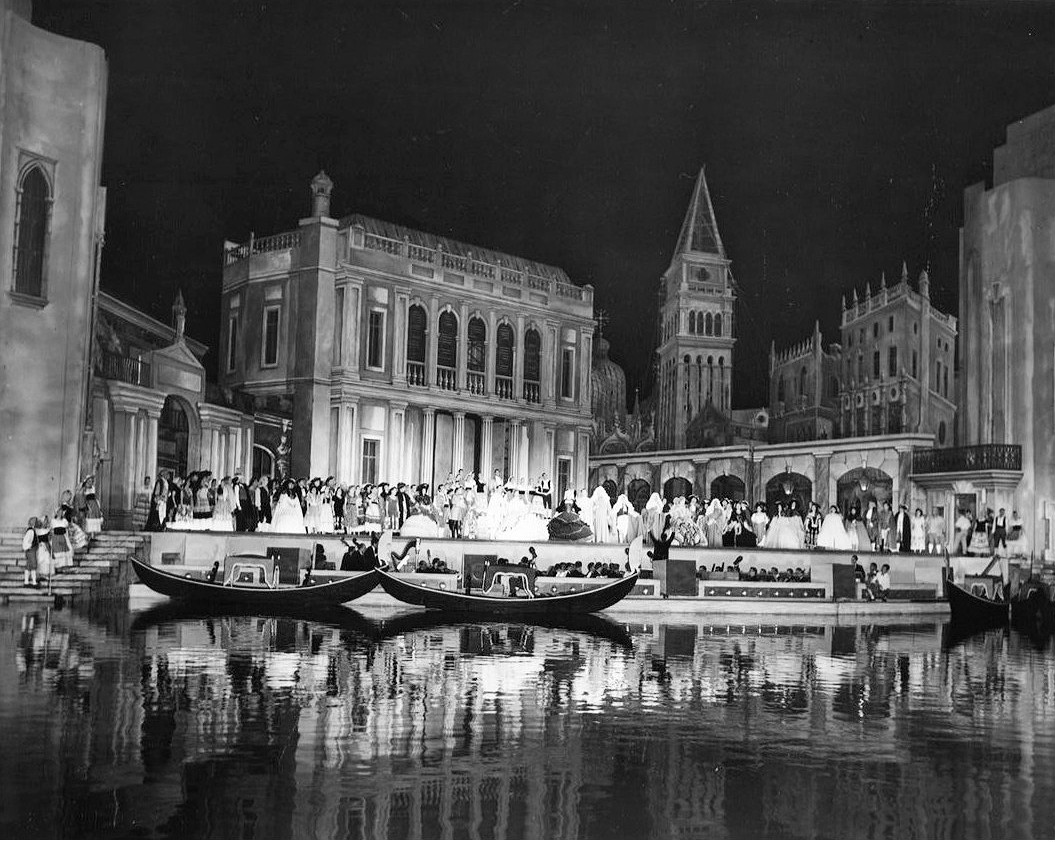
1953年の公演における、第一幕の終盤

『ヴェネツィアの一夜』（ドイツ語: Eine Nacht in Venedig）は、ヨハン・シュトラウス2世が作曲したオペレッタである。1883年10月9日にベルリンのフリードリヒ・ヴィルヘルム劇場で初演された。

## 構成
- 序曲
- 第1幕
- 第2幕
- 第3幕

## あらすじ
舞台：18世紀半ばのヴェネツィア

### 第一幕
女好きのウルビーノ公爵は、ナンパ目的で毎年ヴェネツィアのカーニバルへに参加しており、今年はヴェネツィア長老会員デラックアの妻バルバラに狙いを定めていた。「バルバラを連れてくれば財産管理人の職を考える」と公爵から告げられたデラックアは、狙いをに気づいていたが、多額の寄付を受けていたため、直接嫌とは言えなかった。そこでデラックアはカーニバルの期間中、バルバラをムラノ島へ送り出そうとする。ところが当のバルバラはデラックアの甥エンリーコと親しくなっていたため、ムラノ島へ行かずに彼に会いたいと考え、自分の妹であるアンナニーナを身代わりにすることを思い立つ。
そのころ、デラックアの計画も、バルバラたちの逢引きを手助けしていたパスタ料理人パパコーダを通じて、アンナニーナの恋人で公爵専属の理髪師でもあるカラメッロに漏れていた。カラメッロは、ゴンドラの漕ぎ手に扮してバルバラを公爵のもとへ連れ出そうとするが、変装したアンナニーナをバルバラと思い込み、そのまま公爵のもとへ連れて行ってしまう。

### 第二幕
公爵邸に到着したカラメッロは勘違いに気づき、すぐに帰そうとうする。ところが、アンナニーナは彼が日ごろから女へ手を出していたことに腹を立て、そのまま公爵に案内される形で屋敷の中へ入っていく。公爵はバルバラの素顔を見たことなかったため、アンナニーナをバルバラと思い込んでいた。そこへデラックアが妻とともに会場入りしたという連絡が寄せられる。実際はデラックアの侍女でパパコーダの恋人・チボレッタがバルバラの身代わりとして会場入りしていたが、公爵は彼の嘘に気づかないふりをしてチボレッタも部屋へ招き入れた。チボレッタの登場に驚いたアンナニーナは、「夫がこの女と舞踏会に出るために自分をムラノ島へ送ろうとした」と告げる。

### 第三幕
カラメッロとパパコーダは、それぞれの恋人が公爵に口説かれているのに耐えられず、カーニバルの熱狂どころではなかった。
他方、主人の嘘に付き合いきれなくなったチボレッタは公爵に自分の正体を明かすついでに、パパコーダをお抱え料理人として推薦する。慌てたデラックアが「騒がしいところが苦手だから妻をムラノ島へ送った」と言い訳してきたので、公爵は本物の妻を連れてくれば財産管理人について考えると返答する。公爵は冗談のつもりで財産管理人について言及していたが、真に受けたデラックアはすぐにバルバラを迎えに行った。
そこへ、カラメッロたちが乗り込んで真相を明かし、真相を語る。こうして、カラメッロには財産管理人の職が、パパコーダにはお抱え料理人の職が授けられた。
その後、妻がさらわれたとデラックアが戻ってきた。さらにバルバラがエンリーコに助けられたとして2人そろって現れる。

## 評価
台本が拙劣なこともあって不評だったが、次第に音楽のすばらしさが惜しまれるようになり、様々なテコ入れが行われて上演が続いている。中でもエーリヒ・コルンゴルトが大幅に改訂したバージョンは有名だが、その他にもいろいろな版が存在。本来端役で歌もほとんど無いエンリコ役にヘルマン・プライをあててソロナンバーを数曲歌わせ主役化した全曲録音も存在し、演奏や歌唱がすぐれていることもあって今なお発売されている。